# 뤼첸 전투 (1632년)
뤼첸 전투(Battle of Lützen, 독일어: Schlacht bei Lützen)는 30년 전쟁 중기인 1632년 11월 16일에 독일 라이프치히 남서쪽 뤼첸 근교에서 벌어진 개신교측 군대와 가톨릭 동맹 군대가 벌인 전투를 말한다.
구스타브 2세 아돌프가 이끄는 스웨덴군 및 독일 개신교 제후 연합군과 알브레히트 폰 발렌슈타인이 이끄는 신성로마제국 및 로마 가톨릭 동맹 연합군이 교전하여 보병, 기병, 포병의 3병의 유기적 결합이 어우러진 획기적인 전투였으며 공세로 일관한 스웨덴군이 전술적으로 완전히 승리하였으나, 국왕 구스타브 아돌프가 전사해, 개신교 군대의 단결이 악화되어 버린 전략적 실패는 부정할 수 없다.
이후 스웨덴은 참전 당시의 세력을 잃었고, 2년후 뇌르틀링겐 전투에서 패배해 30년 전쟁에서 완전히 주도권을 잃었다. 또한 구스타브 2세 아돌프의 죽음과 2년후 발렌슈타인의 암살로 인해 양 진영에서 가장 뛰어난 지도자가 사라져 버려 30년 전쟁은 교착상태에 빠지게 되었다.

## 배경
스웨덴왕 구스타브 2세 아돌프는 레흐강 전투에서 황제군의 장군 틸리 백작 요한 체르클라에스를 패사시킨 후 빈을 압박했다. 개신교군의 공세에 두려움을 느낀 신성로마제국 황제 페르디난트 2세는 면직되었던 대(大)용병대장 발렌슈타인을 재 기용하였다. 발렌슈타인은 약 3개월 만에 4만 명을 넘는 대량의 용병을 동원하여 패색이 짙던 황제군을 재정비하였다. 스웨덴군을 중심으로 한 개신교 군은 뉘른베르크로 진격하여 황제군과 결판을 지으러 했지만, 발렌슈타인은 진지를 구축하고 이를 맞아 싸웠기 때문에 교착상태에 빠졌다. 개신교 군은 여러 번 공격을 시도했지만, 그때마다 격퇴당해 전과를 올리지 못하고, 또한 병량부족에 빠져 철수할 수밖에 없었다.
스웨덴의 참전 이래 연전연승을 계속하던 개신교 군에게는 최초의 패배였기에 군사적 피해는 크진 않았지만 정치적인 타격은 심각했다. 눈치를 보던 독일 제후가 황제군 지지로 기울기 시작한 것이다. 발렌슈타인은 이 승리를 기회로 삼아 작센으로 병사를 움직였다. 작센 선제후 요한 게오르크 1세는 구스타브 2세 아돌프가 독일에서 세력을 확대하는 것을 두려워해 황제와 강화를 생각했다. 그 까닭에 작센을 공격한다면 조기에 강화에 나설 가능성이 커지고, 프로테스탄트 진영에서 유력한 세력을 이탈시킬 수 있을 거라고 발렌슈타인은 생각했다.
황제군의 작센 침공에 대해 구스타브 2세 아돌프는 구원을 위해 군대를 나움부르크까지 진격해 캠프를 쳤다. 라이프치히에 본영을 설치한 발렌슈타인은 여기서 동절기를 보내려고 했기 때문에 프로테스탄트군은 나움부르크에서 그대로 동계진지 건설에 들어갔다. 이것을 본 발렌슈타인은 구스타브 2세 아돌프가 봄까지 움직이지 않을 것이라고 생각하고, 곧이어 파펜하임을 보내 개신교측에 섰던 모리츠베르크를 공격하도록 시켰다.
자신은 남은 군대를 이끌고 라이프치히와 나움베르크를 지나는 도로의 연장선상에 있던 뤼첸으로 11월 14일 이동했다. 그러나 황제군의 병력분산을 알아챈 구스타브 2세 아돌프는 이 호기를 노려 결전을 강요하기 위해 은밀히 강행군하여 뤼첸으로 향했다. 얼마 안 가 개신교 군대의 접근을 알게 된 발렌슈타인은 급히 파펜하임을 불러들이는 한편, 뤼첸에 견고한 방어진을 구축하고 구스타브군을 맞아 싸우게 된다.
11월 15일 밤, 프로테스탄트군은 뤼첸에 도착했다. 황제군이 이미 견고한 진지를 구축한 것을 본 구스타브는 강행군으로 피로해진 부대로 공격하는 것은 바보같은 짓이라는 것을 깨닫고 파펜하임의 원군에게 협공당하는 것을 경계하기 위해 도로를 사이에 두고, 황제군과 평행으로 진지를 구축해 대치했다. 같은날 심야에 발렌슈타인에게서 소식을 들은 파펜하임은 급히 기병을 데리고 본대와 합류하기 위해 되돌아 갔다.

## 포진

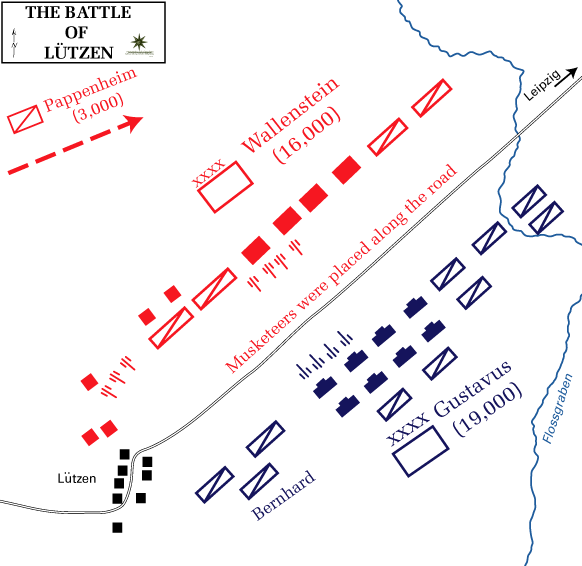
양군의 초기 배치도

개신교 진영은 보병을 2열로 배치하고, 그 양익에 기병을 배치했다. 보병대열의 전방에는 중포를 배치하고 남은 경포는 부대 사이에 총병의 분견대와 더불어 배치되었다. 총사령관 구스타브 2세 아돌프는 우익에 배치한 기병대 지휘를 맡았고, 좌익 기병대는 작센 바이마르공(公) 베른하르트, 중앙 보병대 지휘는 전열엔 닐스 브라헤, 후열엔 도도 폰 크니프하우젠(Dodo Knyphausen)이 맡았다. 스웨덴군의 전투대형은 구식의 테르시오 진형이 아니고, 여러개의 중대(中隊)가 형성된 대대(大隊)와 이 대대를 모아 만든 여단(旅團)으로 구성되었기 때문에 횡열이 넓은 것에 비해 종열의 두께는 얇아서 그 분화력(分火力)과 유연성이 뛰어났다.
황제군 진영은 발렌슈타인이 도로를 따라 참호를 파서, 총병을 매복시키고 그 후방에 방진으로 구성된 보병대를 배치한 뒤 기병은 양익에 배치했다. 또한 보병 예비대로 이들을 지원시키게 하였다. 우익의 풍차언덕(풍차가 4개가 있었다)에 경포 14문을 배치하고, 남은 대포는 보병대 정면에 배치했다. 총사령관 발렌슈타인은 풍차언덕에서 지휘를 맡았고, 좌익 지휘는 헨리크 폰 볼크가 맡았다. 발렌슈타인군도 스웨군과 같이 보병의 횡열은 줄이고, 여단 규모의 전투대형을 만들었다.

## 전투경과
1632년 11월 16일 이날은 이른 아침부터 안개가 짙어서 오전중에는 양군 모두 움직이지 않았다. 오전 11시경쯤 서서히 안개가 걷히기 시작할 때쯤 구스타브는 공격 개시를 명령했다. 포열이 불을 뿜으면서 개신교 군은 전진을 시작했다. 얼마 안 가, 개신교군 중앙의 보병은 참호를 돌파하여 황제군 보병 전열을 압박해 들어가 적의 진지에까지 들어가 대포를 빼앗았다. 이를 막기 위해 발렌슈타인은 직접 기병을 이끌고 지원하기 위해 달려오고, 개신교군 중앙을 압박해 대포를 되찾았다. 개신교군 좌익은 풍차 언덕에 있던 황제군의 대포의 포격에 의해 제대로 전진할 수 없었다. 구스타브가 지휘하는 개신교군 우익은 황제군 좌익을 압도하기 시작했다.
중앙의 공격이 실패했다는 보고를 받은 구스타브는 직접 기병 한 부대를 이끌고 중앙의 지원에 나섰다. 그러나 전장을 감싼 안개와 포연, 그리고 자신의 매우 나쁜 근시 때문에 구스타브는 소수의 호위병들과 더불어 적진에 들어오고 말았다. 곧이어 황제군 기병이 습격해 와 구스타브는 팔에 상처를 입고 부상을 당했다. 호위병들과 함께 후퇴하였으나, 황제군 기병의 돌격에 의해 난전 상태에 빠지면서 결국 전사했다. 등에 총탄을 맞고 낙마한 그를 피코로미니 지휘하의 기병이 머리를 쏘았던 것이다.
그런데, 아직까지 시계가 나빴기 때문에 양군 모두 구스타브의 죽음을 바로 알지 못하고, 그대로 교전을 계속했다. 기병의 지원을 얻은 프로테스탄트군 중앙 보병은 황제군 중앙에 대해 맹공을 가했으나, 황제군의 포병과 보병의 사격, 기병의 돌격에 의해 격퇴당했다. 프로테스탄트군은 단념하지 않고, 그 후에도 여러번 공격을 가해, 중앙에서는 진지와 대포의 뺏고 빼앗기는 상황이 계속되었다.
오후 2시, 파펜하임이 이끄는 기병대가 전장에 도착해 열세에 빠졌던 황제군 좌익을 원호하기 위해 프로테스탄트군 우익을 향해 돌격했다. 이것을 본 발렌슈타인은 [앗! 저들은 우리 편인 파펜하임이다!]라고 외쳤다. 파펜하임은 5번에 걸쳐 돌격을 감행해 프로테스탄트군의 공세를 둔화시키고, 황제군 좌익의 열세를 회복시키는 데 성공했다.
그러나 프로테스탄트군 우익은 견고했기에 이들을 격파하는 것까지는 할 수 없었다. 오후 3시, 5번째 돌격중에 파펜하임은 총탄을 맞고 부상을 당해 후방으로 보내지면서 기병의 돌격은 정지되었다. 파펜하임은 전투의 상처가 악화되어 다음날 17일 사망했다.
그 때쯤 구스타브의 전사소식이 전장에 퍼지기 시작했다. 개신교군은 일시적으로 혼란 상태에 빠졌고, 전선 부대는 후퇴하려고 하였다. 패주 일보 직전의 상태에서 서열 3위의 지휘관인 크니프하우젠이 냉정을 찾아 전군을 불러모았기에 붕괴를 막는 데 성공했다. 오후 3시, 서열 2위의 지휘관이었던 베른하르트는 구스타브의 죽음을 알고, 전군의 지휘권 장악을 선언했다. 스웨덴 재상이었던 악셀 옥센셰르나도 바로 베른하르트를 보좌하여 전투를 지속시켰다.
오후 4시, 개신교군은 최후의 돌격에 나섰다. 베른하르트는 구스타브의 죽음을 전군에게 숨겼으나, 지휘권이 이동할 시점에서 대부분의 장병은 왕의 죽음을 알고 있었을 거라 생각된다. 개신교군은 구스타브의 원수를 갚기 위해 명렬한 기세로 돌격을 시작했다. 황제군도 이에 응전하여 양군 모두 엄청난 사상자가 생겼다. 그러나 최종적으로 개신교군의 세력이 승리하여 황제군을 압도해 중앙 진지를 제압하고, 모든 대포를 빼앗았다. 좌익, 우익도 마찬가지 상황에 빠져, 사기가 떨어진 황제군은 모든 전선에서 후퇴했다.
오후 6시, 파펜하임군의 후속 보병 약 3,000 ~ 4,000명이 전장에 도착했다. 이미 날은 저물어 적/우방의 식별이 곤란했기 때문에 발렌슈타인은 그들을 전투에 참가시키지 않았다. 이 때쯤 같은 이유로 개신교군도 공격을 중지했다. 다음날 17일 이른 아침 발렌슈타인은 파펜하임군 보병에게 후퇴하는 동안 본대를 엄호할 것을 지시하고, 전군을 라이프치히까지 철수할 것을 명령했다. 황제군이 질서정연하게 철수에 들어갔기 때문에 틈이 보이지 않았고, 또한 자신들도 일시적으로 세력을 잃었기 때문에 개신교군은 추격을 관두었다.
이로써 뤼첸 전투는 종결되었다. 황제군이 철수하자, 개신교군은 구스타브의 시체를 찾기 시작했다. 왕의 시체는 겹겹이 쌓인 시체 사이에서 발견되었고, 그의 시체에서는 셔츠를 제외한 모든 장비가 빼앗긴 상태였다. 그날 착용한 황색의 버프 코트는 전리품으로 황제에게 보내졌으나, 제1차 세계대전 후에 오스트리아에서 스웨덴으로 반환되었다.

## 결과와 영향
양군 모두 보병, 기병, 포병의 3병의 유기적 결합에 의한 전투다운 전투를 보였고, 로마 가톨릭 군대의 전술도 개선되고 진보해, 화력을 중시하는 배치를 하였다. 방어에 철저한 발렌슈타인에 대해 구스타브는 전면공세를 감행했다. 그러나 황제군의 측면 사격과 종심 구조의 진형에 유인당해 승리한 스웨덴군도 커다란 피해를 입었다.
이 전투에서 양군의 사상자 및 행방불명자를 합치면 9,000명을 넘는다. 황제군은 전장에서 모든 대포를 남기고 철수했고, 프로테스탄트군은 이것을 모두 포획했다. 전술적으로 보면 황제군의 진지를 제압하고, 모든 대포를 빼앗고 철수까지 시킨 점에서 프로테스탄트군의 완벽한 승리였다. 전략적으로도 그 후 발렌슈타인은 라이프치히에서 후퇴하여 보헤미아로 이동했기 때문에 작센을 위기에서 구했다는 점에서 프로테스탄트군의 승리라 할 수 있다.
그러나 그때문에 개신교군이 지불한 대가는 매우 컸다. 사상자 숫자를 비교해보면 약 3,000명의 황제군에 비해 개신교군은 2배인 약 6,000명 가량을 잃었다. 특히 스웨덴군 중앙의 피해가 매우 커서 제1열에 배치했던 청색연대, 황색연대는 병력의 ⅔이상이 죽거나 다쳤다. 두 부대는 고참 용병으로 구성되어 있는 스웨덴군 주력이기도 했기에 이 손실은 필연적으로 전력의 저하를 초래하게 되었다. 또한 황색연대 지휘관으로서 보병 제1열의 지휘관이기도 했던 닐스 브라헤는 이 전투에서 받은 부상으로 인해 2주 후에 사망했다. 그리고 11월 29일(신력) 옛 보헤미아왕 팔츠 선제후 프리드리히 5세는 구스타브 2세 아돌프의 사망 소식을 듣고 순식간에 졸도하였고, 얼마 안 가 페스트로 사망했다.
무엇보다도 가장 큰 손실은 구스타브 2세 아돌프의 죽음이었다. 스웨덴 뿐만 아니라 프로테스탄트 진영에서도 왕의 죽음은 치명적인 상실이었다. 스웨덴에서는 급히 독일에서 본국으로 귀환한 악셀 옥센셰르나가 젊은 크리스티나를 여왕으로 즉위시키고, 자신은 섭정이 되어 그녀를 보좌했다. 옥센셰르나는 하이르브론 동맹을 결성하여 개신교 진영의 결속을 굳히는 것과 더불어 프랑스에 원조를 요청하여 구스타브 2세 아돌프 사망 후 군대의 유지에 안간힘을 다했다. 군대의 지휘는 작센-바이마르 공작 베른하르트와 구스타브 호른이 맡게 되었다.
그러나 주군을 잃어버린 군의 사기는 오르지 못하고, 황제군에 대해 열세에 있게 된 것은 부정할 수 없었다. 그 후 뇌르틀링겐 전투에서 패배를 겪으면서 스웨덴은 완전히 30년 전쟁의 주도권을 잃게 되었다. 하이르브론 동맹은 스웨덴의 강대화를 원하지 않던 프랑스의 용인으로 인해 처음부터 위기를 겪었다. 열세를 만회하려던 스웨덴의 목표는 프랑스와 작센공의 접근으로 인해 파기되었다.
발렌슈타인은 이 전투에서 구스타브 2세 아돌프를 전사시켰으나, 그로 인해 자신의 입장도 곤란해지게 되었다. 원래 발렌슈타인이 황제군 사령관으로 복귀한것은 구스타브 2세 아돌프라는 강적에게 대항할 만한 장군이 자신밖에는 없기 때문이었다. 그 구스타브가 죽은 이상, 발렌슈타인의 존재 가치는 낮아질 수밖에 없었다. 최종적으로 발렌슈타인은 황제 페르디난트 2세에 의해 1634년에 암살당했으니, 이 전투에서 구스타브가 전사한 것이 그 원인중 하나라고 볼 수 있다. 뤼첸 전투는 스웨덴에게 크나큰 충격과 영향을 남겼으나, 전투에서는 승리한 점, 또 구스타브 2세 아돌프가 남긴 유산으로 인해 스웨덴의 강대국 시대(발트 제국)을 확립시킨 점은 중요한 결과로 남게 된다. 그 후 교착 상태에 빠진 30년 전쟁에 구교국가인 프랑스가 프로테스탄트측에 참전하고, 구교측에서는 신성로마제국 대신 스페인이 참전하면서 30년 전쟁은 새로운 국면을 맞이하게 되었다.

## 기타
30년 전쟁 당시 신성로마제국에서는 그레고리우스력(신력)을 사용하였으나, 스웨덴 및 독일의 여러 지역에서는 율리우스력(구력)을 사용하였다. 그 때문에 뤼첸 전투는 신성로마제국측 기록에서는 11월 16일, 스웨덴측 기록에서는 11월 6일로 각각 기록되어 있다. 스웨덴은 18세기에 그레고리우스력을 채용하였으나, 구스타브 2세 아돌프가 사망했던 11월 6일은 이미 기념일로서 오랜 전통을 가지고 있었기 때문에 현재까지도 16일이 아닌 6일이 그대로 축일이 되었다.

## 같이 보기
같은 장소에서 벌어진 또다른 전투가 있다.
- 뤼첸 전투 (1813년) - 나폴레옹 전쟁기간 중에 뤼첸에서 벌어진 전투가 있다.

## 참고 문헌
일본어 위키 참고 문헌입니다.
- 久保田正志著『ハプスブルク家かく戦えり』錦正社
- C.V.ウェッジウッド著、瀬原義生訳『ドイツ三十年戦争』刀水書房
- リデル・ハート著、森沢亀鶴訳『世界史の名将たち』原書房
- 菊池良生『戦うハプスブルク家』講談社
- リチャード・ブレジンスキー著、小林純子訳『グスタヴ・アドルフの騎兵』『グスタヴ・アドルフの歩兵』新紀元社